# Indiskret
Indiskret (Originaltitel: Indiscreet) ist eine britische Filmkomödie des US-amerikanischen Regisseurs Stanley Donen nach dem Stück „Kind Sir“ von Norman Krasna aus dem Jahr 1958. Die Hauptrollen sind mit Cary Grant und Ingrid Bergman besetzt.

## Handlung
Anna Kalman, eine berühmte Bühnenschauspielerin, kehrt früher als erwartet aus einem Urlaub in ihr Londoner Apartment zurück. Ihre Schwester Margaret und ihr Schwager Alfred wollten die freie Wohnung nutzen, um einem Gast die Möglichkeit zu geben, sich nach dem langen Flug von den USA ungestört umziehen zu können; schließlich soll er auf einem Dinner der NATO der Hauptredner sein. Anna, die von Margaret aufgefordert wird, zum Dinner mitzukommen, lehnt zunächst ab, doch als sie sieht, wer in der Tür ihres Apartments steht, ändert sie sofort ihre Meinung.
Philip Adams ist nicht nur ein gut aussehender Mann, er ist zudem unverheiratet, wie es auf den ersten Blick scheint. Er gesteht ihr später am Abend, dass es eine Mrs. Adams gibt; man lebe zwar getrennt, aber eine Scheidung käme für sie nicht in Frage. Anna und Philip, beide bisher ebenso beruflich erfolgreich wie privat ungebunden, verlieben sich ineinander. Er nimmt eine Stellung bei der NATO in Paris an, sie verbringen die Wochenenden in London. Alfred, der selbst bei der NATO arbeitet, findet durch eine Personalakte heraus, dass Philip Adams nie verheiratet war. Er stellt den Liebhaber seiner Schwägerin zur Rede und dieser erklärt ihm, dass es nur eine Schutzbehauptung von ihm ist, um nicht die Verpflichtungen eines Ehemannes eingehen zu müssen. Dennoch liebe er Anna.
Nach einigen Monaten Liebesglück soll Philip für fünf Monate nach New York versetzt werden und bereits am nächsten Tag mit seinen Kollegen per Schiff nach New York fahren. Anna bittet ihn um eine Heirat, doch Philip verweist auf seine Ehefrau. Zufällig hat Anna am Tag der Abreise Geburtstag und sie kommt auf die Idee, ihn am Abend seiner Ankunft in New York zu erwarten. Nun bleibt dem Schwager nichts anderes übrig, als ihr von Philips Plan zu erzählen, dass Philip es so arrangiert hat, dass er am nächsten Abend Punkt Mitternacht zum Geburtstag in ihrer Wohnung auftauchen und er sich erst drei Tage später auf die Reise machen möchte. Unterdessen hat Margaret aus den Unterlagen des Ehemannes erfahren, dass Philip unverheiratet ist, und berichtet dies Anna.
Anna ist nun so wütend, dass sie einen Racheplan schmiedet: Sie plant es so, dass ihr früherer Liebhaber David um Mitternacht in ihrer Wohnung ist, um Philip eifersüchtig zu machen. Philip hatte bereits am Vorabend von Davids Existenz erfahren und darauf eifersüchtig reagiert. Wegen einer Erkrankung kann David allerdings nicht kommen und so muss der ältliche Hausmeister Carl in die Rolle des Liebhabers schlüpfen. Doch für Anna völlig unerwartet macht Philip, der durch seine Eifersucht zum Nachdenken angeregt wurde, ihr einen Heiratsantrag. Carls Auftreten als Liebhaber sorgt für kurzzeitige Verwirrung, die allerdings aufgeklärt werden kann. Anna erklärt ihm, dass sich herausgestellt habe, dass sie beide für eine Ehe untauglich seien, und sie weiter ihre Beziehung wie bisher führen sollten. Nun pocht allerdings Philip nachdrücklich auf die Heirat, woraufhin Anna seinen Antrag glücklich annimmt.

## Produktionshintergrund
Norman Krasnas Komödie Kind Sir war 1953 am Broadway unter Regie von Joshua Logan mit Charles Boyer und Mary Martin in den Hauptrollen aufgeführt worden. Das Stück erhielt schlechte Kritiken und war auch beim Publikum mit insgesamt 166 Vorstellungen nur mäßig erfolgreich, in Hollywood interessierte sich daher zunächst kein Filmstudio für eine Adaption. Dennoch bemühte sich der langjährige Hollywood-Drehbuchautor Krasna in den folgenden Jahren intensiv um eine Verfilmung seines Stückes, während er zugleich einige inhaltliche Verbesserungen vornahm. Schließlich sprach er den mit ihm befreundeten Regisseur Stanley Donen, der zu diesem Zeitpunkt die Komödie Kiss Them for Me (1957) mit Cary Grant drehte. Donen und Grant gründeten gemeinsam eine Produktionsfirma namens Grandon Productions, mit der sie Indiskret schließlich realisierten.
Cary Grant und Ingrid Bergman standen zum zweiten Mal nach dem Hitchcock-Klassiker Berüchtigt (1946) gemeinsam vor der Kamera. Die Zusammenarbeit zwischen den beiden lief wie bereits zuvor freundschaftlich und harmonisch ab. Bergman stößt, als sie erfährt, dass Philip unverheiratet ist, den berühmten Schrei „damned“ aus, der in die Filmgeschichte einging – Schimpfwörter in Filmen waren durch die Regularien des Hays Codes, insbesondere aus dem Mund einer weltberühmten Schauspielerin, damals noch eine Ausnahme. Im letzten Teil des Films gibt es eine Tanzszene, wo Cary Grant einen schottischen Schwerttanz tanzt. Thematisch folgt der Tanz, nachdem Anna um seine Unehrlichkeit erfahren hat und Philip im Übermut denkt, sie hätte keine Ahnung. In dem Tanz macht sich Philip ausgesprochen lächerlich, und Cary Grant musste sehr lange vom Regisseur Donen überzeugt werden, diesen Tanz aufs Parkett zu legen.
Gedreht wurde in London, was sich auch an der komplett britischen Nebenbesetzung zeigt. Phyllis Calvert, die die Schwester der von Ingrid Bergman gespielten Anna Kalman verkörpert, musste während der Dreharbeiten den Tod ihres Ehemannes verkraften. Sie stand kurz davor, die Dreharbeiten abzubrechen. Die Produktionskosten lagen bei rund 1,5 Millionen US-Dollar, von diesen wurden 220.000 Dollar durch den sogenannten Eady-Plan, der die britische Filmwirtschaft fördern sollte, übernommen. Für einen Film mit zwei Weltstars wie Grant und Bergman war das Ende der 1950er-Jahre eine vergleichsweise geringe Summe. Als Komponist wurde der erst 21-jährige Richard Rodney Bennett verpflichtet, für den Indiscreet die erste von vielen Arbeiten für Kinofilme war. Der Song „Indiscreet“, der im Filmvorspann zu hören ist, wurde von Sammy Cahn und Jimmy Van Heusen geschrieben.
Die Weltpremiere des Films fand am 20. Mai 1958 statt. Am Ende sollte sich der Film aufgrund seines Erfolges an den Kinokassen für alle Beteiligten rentieren, der Profit lag am Ende der weltweiten Kinoauswertung bei rund 3 Millionen US-Dollar.
Der Film wurde im Juli 2000 von der FSK neu geprüft und von FSK 16 auf FSK 6 herabgestuft.

## Synchronisation
Die deutsche Synchronfassung entstand zur Kinopremiere bei der Deutsche Mondial Film in München.
| Rolle                                    | Darsteller      | Synchronsprecher   |
| ---------------------------------------- | --------------- | ------------------ |
| Philip Adams                             | Cary Grant      | Peter Pasetti      |
| Anna Kalman                              | Ingrid Bergman  | Marianne Kehlau    |
| Alfred Munson                            | Cecil Parker    | Klaus W. Krause    |
| Margaret Munson                          | Phyllis Calvert | Ingeborg Grunewald |
| Carl Banks                               | David Kossoff   | Anton Reimer       |
| Doris Banks                              | Megs Jenkins    | Toni Treutler      |
| Mr. Finleigh, Anwalt (Schiffsvermietung) | Oliver Johnston | Wolfgang Büttner   |
| Maurice, Kellner                         | Maurice Boddey  | Willy Friedrichs   |
| Passkontrolleur                          | John Welsh      | John Pauls-Harding |

Als zu Beginn die Schwester Anna überzeugen möchte, doch mit auf das Dinner der NATO zu gehen, lehnt Anna zunächst ab, weil ihr der Besuch des letzten Dinners noch in guter Erinnerung war. Anderthalb Stunden habe der holländische Vertreter gesprochen und sie habe kein Wort verstanden. In der deutschen Synchronfassung wird kurioserweise aus dem Holländer ein Japaner.

## Neuverfilmung
1988 wurde vom Regisseur Richard Michaels eine Neuverfilmung als Fernsehfilm unter dem Titel Diplomat in Sachen Liebe (Originaltitel ebenfalls Indiscreet) gedreht. Der Film mit Robert Wagner und Lesley-Anne Down in den Hauptrollen wurde allerdings von Kritikern allgemein als schwaches Remake eingestuft.

## Kritiken
Indiskret wird bis heute grundsätzlich mit guten Kritiken bedacht, so fallen beispielsweise alle 20 Kritikerstimmen über den Film bei dem US-amerikanischen Kritikerportal Rotten Tomatoes positiv aus. In einer Kritik von 1958 schrieb der Variety, der Film sei eine „raffinierte Komödie“ und biete eine „betörende Liebesgeschichte“. Indiskret brauche etwas, bis er in Fahrt komme, steigere sich dann aber stetig zu einem „Feuer der spielerischen Heiterkeit“. Die Hauptdarsteller fanden besonderes Lob: Ingrid Bergman sei „verführerisch, äußerst zärtlich und sehr witzig“, Cary Grant „manchmal urkomisch und immer geschmeidig“. Auch die Nebendarsteller würden witzige und überzeugende Leistungen bieten, so der Variety.
Dave Kehr vom Chicago Reader schrieb Jahrzehnte später, der Film sei eine „feine leichte Komödie“, die aber auch „unerwartete Momente der Ernsthaftigkeit“ habe. Donens Handschrift als Regisseur sei in den „abenteuerlichen Bildern und lebhaften Darstellungen“ erkennbar. Katy Noviello meinte 1993 in der Los Angeles Times: „Indiscreet hat nur wenig Handlung, aber macht das durch seinen Stil mehr als wett“. Als Zuschauer könne man durch die „vielen Nahaufnahmen und längeren Einstellungen“ genießen, wie zwei der „glamourösesten und talentiertesten Stars, die Hollywood je hatte“ miteinander agieren. Regisseur Stanley Donen habe einige damals gewagte Situationen untergebracht, etwa wenn durch einen Split Screen der Eindruck erweckt werde, die beiden Stars würden nebeneinander im Bett liegen. Zugleich sei Donens Regie stets stilvoll und die beiden Stars seien in jeder Szene herausragend eingekleidet. Das Drehbuch von Krasna besitze einige „herrliche Szenen“ und „schlagfertige Bemerkungen“.
In Deutschland urteilt der Filmdienst: „Elegant inszenierte Komödie, die durch ihre hervorragende Besetzung beste Unterhaltung bietet.“ Prisma meint, die Verfilmung sei seiner am Broadway gefloppten Theatervorlage überlegen. Es sei eine „spaßige Starkomödie“: „Von leichter Hand inszeniert, zieht sich die Heiterkeit wie ein roter Faden durch den stilsicher abgedrehten Streifen.“

## Auszeichnung
- 1959: Nominierungen für den Golden Globe Award für Cary Grant und Ingrid Bergman